# Aries Trikala B.C.
El Aries Trikala B.C. es un club de baloncesto profesional de la ciudad de Trikala, que milita en la A2 Ethniki, la segunda categoría del baloncesto griego. Disputa sus partidos en el Trikala Indoor Hall, con capacidad para 2500 espectadores.

## Historia
Aries Trikala BC fue fundado en 1993, bajo el nombre de Aeolus Trikalon . Durante la temporada 2008-09, Aeolus no logró alcanzar el primer puesto y ascender a la tercera división griega. En la temporada 2009-10, Aeolus logró ascender.
En la temporada siguiente, 2010-11, terminó en el noveno lugar. En 2012, el club cambió su nombre por el de Trikala BC, y compitió en la A2 Ethniki por primera vez durante la temporada 2012-13. Ellos compitieron en la A1 Ethniki por primera vez en la temporada 2013-2014. Durante su primera temporada en la A1 Ethniki, Trikala terminó en el puesto 11.

## Nombres
- Aeolus Trikalon B.C.: (1993-2012)
- Trikala B.C.: (2012-2013)
- Trikala Aries B.C.: (2013-)

## Posiciones en Liga
| Temporada | Nivel | División   | Pos. | G–P   | Copa de Grecia | Competiciones europeas | Competiciones europeas | Competiciones europeas |
| --------- | ----- | ---------- | ---- | ----- | -------------- | ---------------------- | ---------------------- | ---------------------- |
| 2006–07   | 5     | ESKA A     | 3º   |       |                |                        |                        |                        |
| 2007–08   | 5     | ESKA A     | 1º   |       |                |                        |                        |                        |
| 2008–09   | 4     | C Ethniki  | 2º   |       |                |                        |                        |                        |
| 2009–10   | 4     | C Ethniki  | 1º   |       |                |                        |                        |                        |
| 2010–11   | 3     | B Ethniki  | 9º   |       |                |                        |                        |                        |
| 2011–12   | 3     | B Ethniki  | 1º   |       |                |                        |                        |                        |
| 2012–13   | 2     | A2 Ethniki | 2º   |       |                |                        |                        |                        |
| 2013–14   | 1     | A1 Ethniki | 11º  | 9–17  |                |                        |                        |                        |
| 2014–15   | 1     | A1 Ethniki | 12º  | 8–18  |                |                        |                        |                        |
| 2015–16   | 1     | A1 Ethniki | 9º   | 9–17  |                |                        |                        |                        |
| 2016–17   | 1     | A1 Ethniki | 10º  | 10–16 |                |                        |                        |                        |
| 2017–18   | 1     | A1 Ethniki | 14º  | 4–22  |                |                        |                        |                        |

## Palmarés
- Subcampeón de la A2 Ethniki: 1

2013
- Campeón de la División B: 1

2012
- Campeón de la División C: 1

2010

## Jugadores destacados
| - Adnan Hodzic - Kenny Kadji - Sotirios Gioulekas - Nikos Kaklamanos - Nestoras Kommatos - Michalis Giannakidis - Georgios Georgakis - Slaven Čupković - Nemanja Miljkovic | - Ilija Milutinovic - Stefan Perunicic - Uroš Petrović - Alexander Lindqvist - Christopher Evans - Jeremy Granger - Jessie Sapp - Michael Porrini - Alex Harris | - Justin Ingram - Drew Maynard - Brian Tracey - Nate Bowie - Kwame Alexander - Steve Panos - Mike Hall - Patrick Ewing, Jr. - Khalid Mutakabbir |